# Amanita albocreata
Amanita albocreata é um fungo que pertence ao gênero de cogumelos Amanita na ordem Agaricales. É encontrado na América do Norte. Foi descrito pela primeira vez por George Francis Atkinson em 1902, quando recebeu o nome de Amanitopsis albocreata.